# Dolceacqua
Dolceacqua (Dôsaiga in ligure, Dösaiga nella variante locale) è un comune italiano di 2 204 abitanti della provincia di Imperia in Liguria.

## Geografia fisica

### Territorio
Dolceacqua è un tipico borgo medievale della val Nervia, lungo il torrente omonimo. La parte più antica del borgo, posta ai piedi del monte Rebuffao, è dominata dal castello dei Doria e viene chiamata dagli abitanti Terra (Téra nel dialetto locale). Quella più moderna, chiamata il Borgo, si allunga sulla riva opposta, ai lati della strada che sale la valle.
Tra le vette del territorio dolceacquino il monte Abellio (1096 m), il monte Abelliotto (899 m), il colle dei Saviglioni (889 m), la Testa Maimona (732 m), il monte Erisetta (664 m), il monte Belgestro (586 m), la Cima Tramontina (525 m), il monte Curti (516 m).

### Clima
Il clima è mite di tipo mesomediterraneo subumido. Nella stazione meteorologica di Dolceacqua-Borgonuovo (rete ARPA Liguria) si registrano infatti una temperatura media nel mese di gennaio di +7,6 °C e una nel mese di luglio di +22,3 °C; le precipitazioni che sono moderate (circa 750 mm/annui) si hanno mediamente per 55 giorni/anno.

## Origini del nome
II toponimo Dolceacqua deriva quasi certamente dalla presenza di un borgo di epoca romana chiamato Dulcius, trasformatosi in seguito in Dulciàca, Dusàiga e Dulcisaqua. Altri studi rivelano però anche la possibilità dell'origine celtica, dal nome Dussaga, modificato poi in Dulsàga e infine nell'attuale Dolceacqua.

## Storia

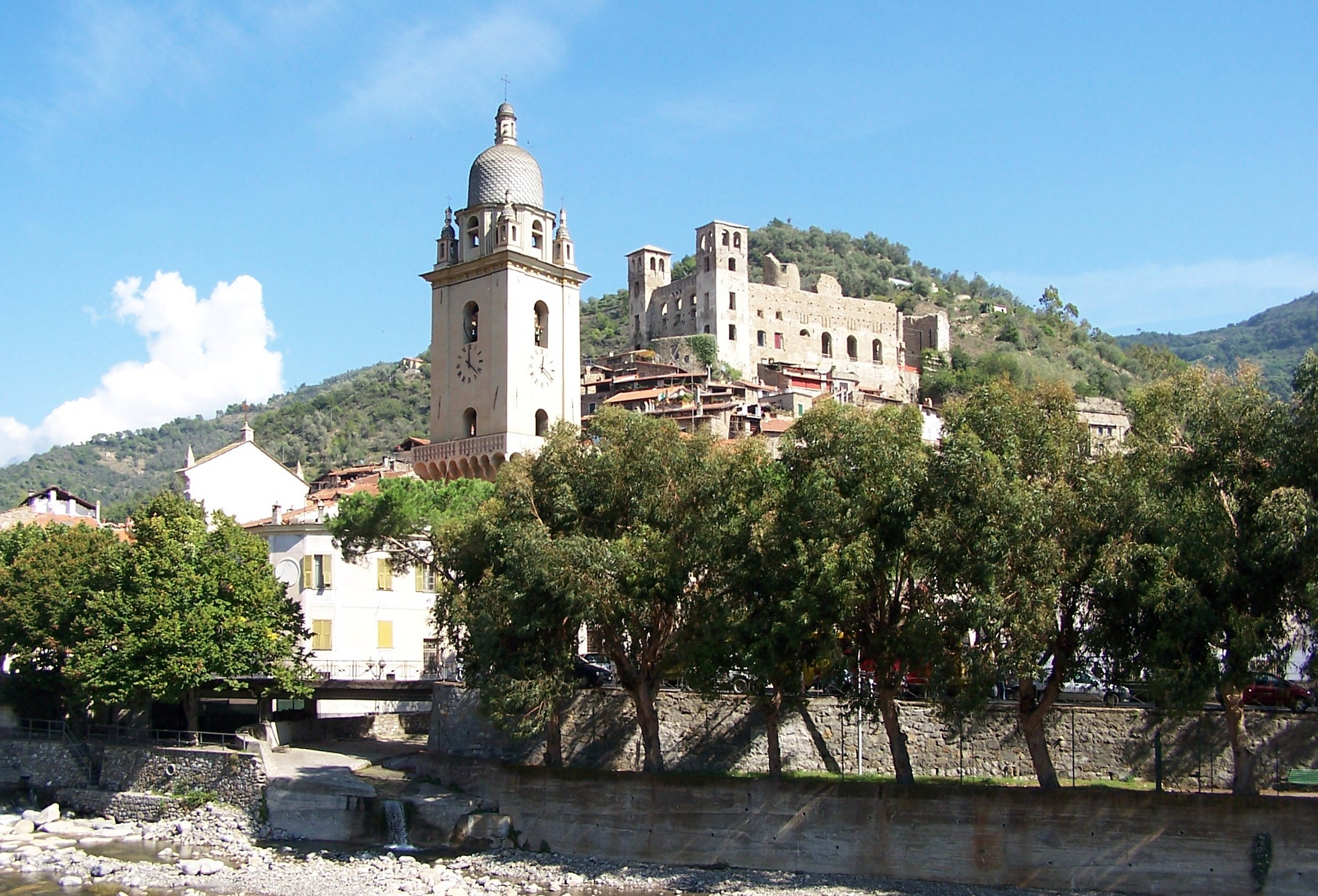
La chiesa di Sant'Antonio Abate e il castello Doria

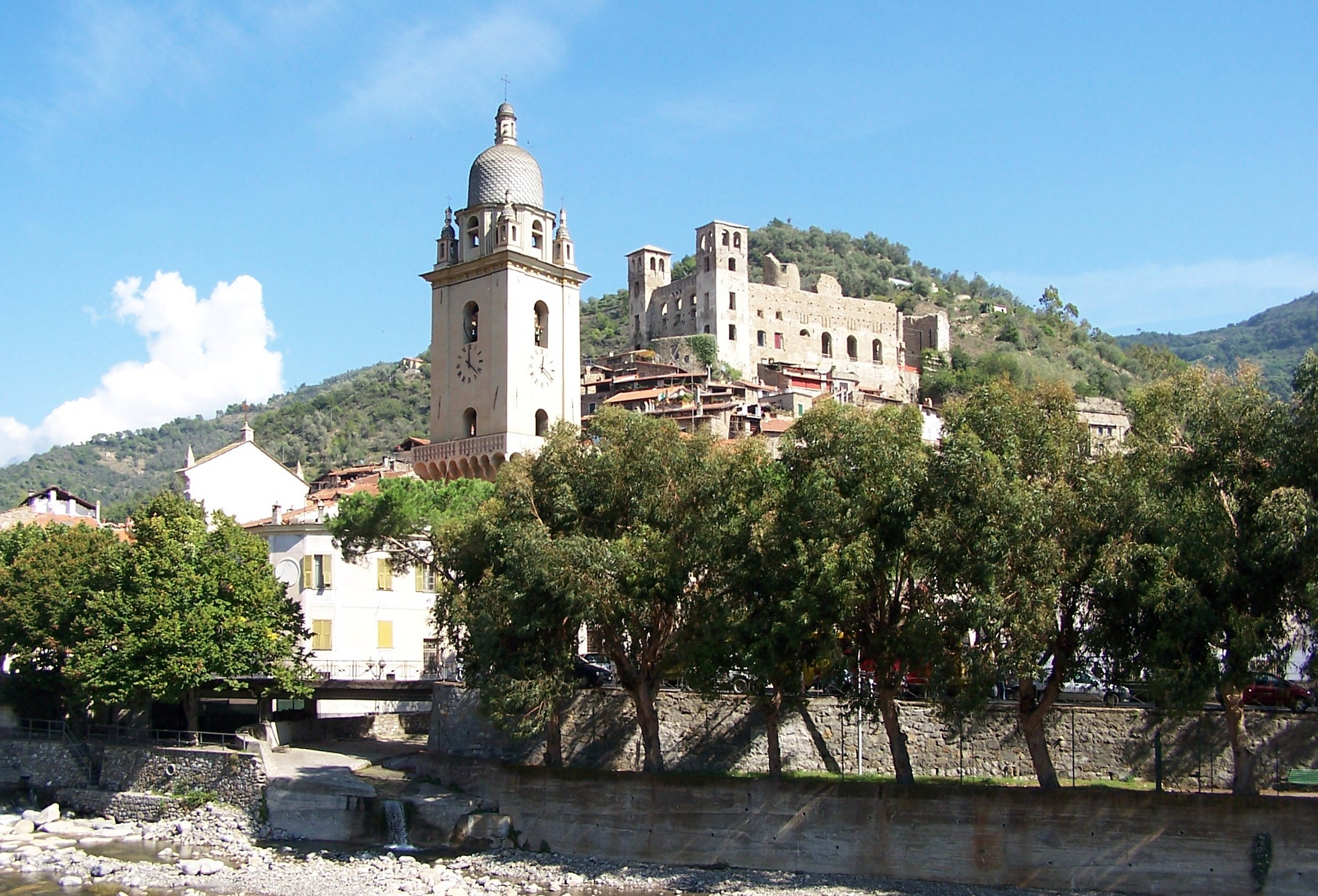
La chiesa di Sant'Antonio abate e il castello Doria

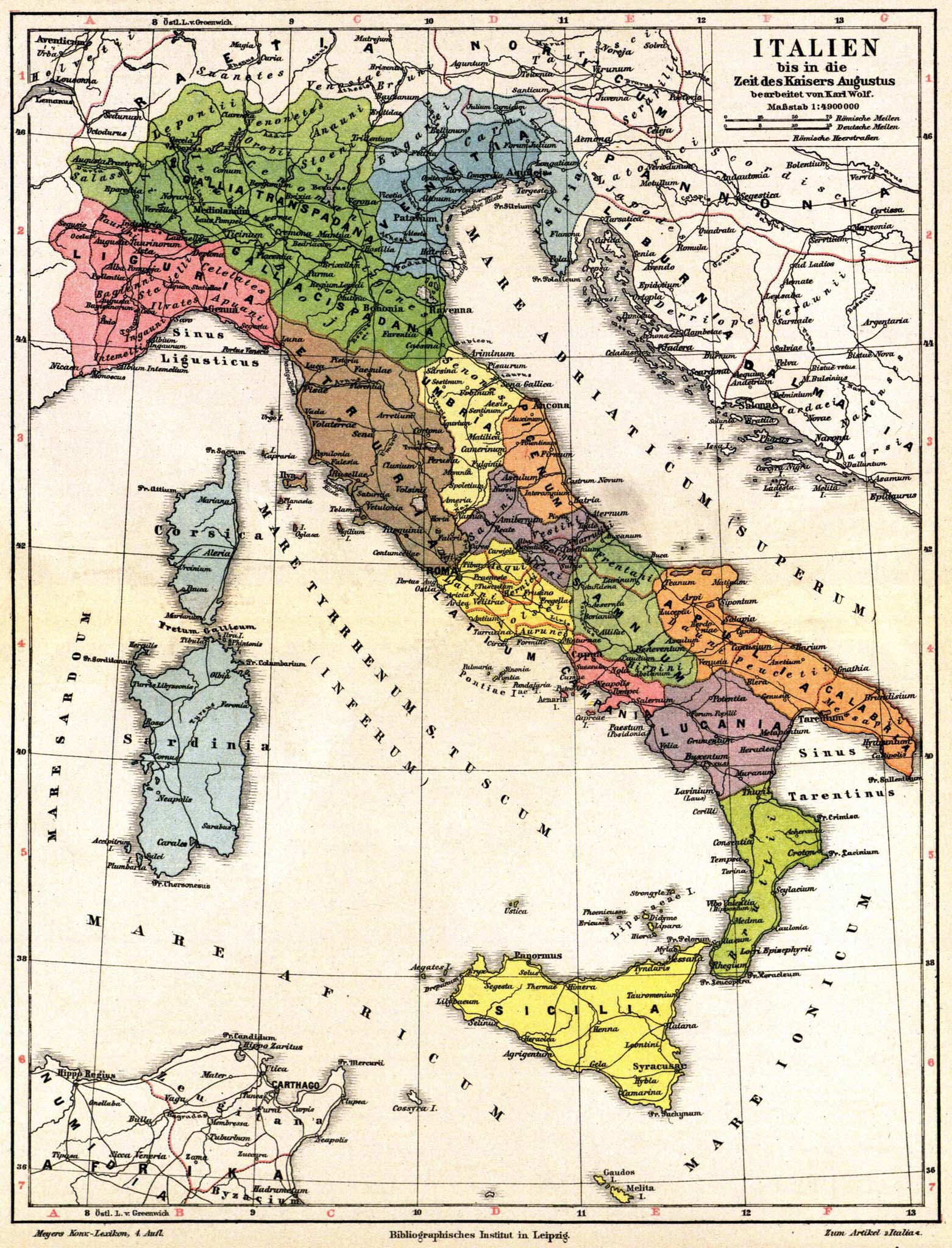
Dolceacqua nel Italia romana. Regio IX Liguria de Nizza a La Spezia.

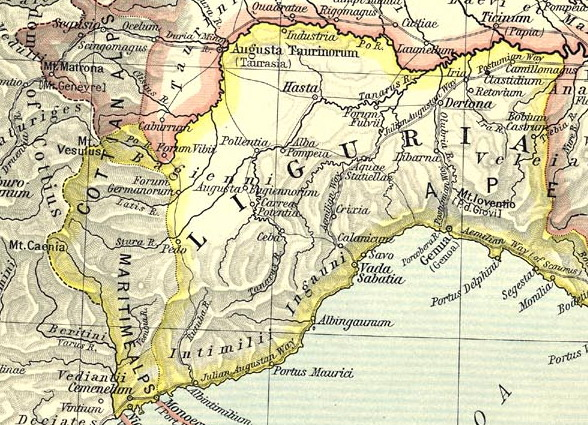
Il territorio della Regio IX Liguria Augustea, de Nizza a La Spezia.

Dolceacqua nel Regno d'Italia (781-1014).

Dolceacqua nella Repubblica di Genova. La Liguria occidentale annessa per il Ducato di Savoia en 1388.

Dolceacqua nella Repubblica di Genova en 1796.

Dolceacqua nel Regno di Sardegna en 1843.

Testimonianze storiche sono rappresentate dai rinvenimenti archeologici dei castellari dell'Età del ferro, rozze fortificazioni in pietra a secco rinvenuti sulle cime d'Aurin e Tramontina - nella zona ad ovest del territorio circostante a Dolceacqua - o ancora la presenza di una torre nella zona dell'Alpicella ad est che confermerebbero il presidio in queste zone dei Liguri Intemeli dal IV secolo a.C. al IV secolo in età romana, a protezione dei villaggi, dei pascoli e dei campi.
La coltivazione dell'ulivo, soprattutto poi dell'oliva taggiasca, si diffuse fin dall'epoca carolingia per opera dei monaci benedettini, che fondarono il monastero di Santa Maria della Mota. La costruzione di frantoi impose insediamenti lungo le acque dei torrenti dove potessero essere impiantati mulini ad acqua; essi migliorarono la tecnica della viticoltura diffondendo il famoso Rossese e delle altre pratiche agricole.
Furono i conti di Ventimiglia nel XII secolo a costruire il primo nucleo del locale castello - a questo periodo è attestata la prima citazione ufficiale del borgo in un documento del 1151 - un presidio edificato alla sommità della rupe che dal versante orografico sinistro del torrente Nervia ne controlla strategicamente tuttora la biforcazione della valle stessa e le strade che vi convergono.
Tra il 1270 e il 1276 risale l'acquisto del villaggio di Dolceacqua da parte della famiglia Doria (una quota del castello fu acquistata nel 1270 dal genovese capitano del popolo Oberto Doria), borgo sotto la rocca che conobbe nei decenni successivi ampliamenti a gironi concentrici fino alla configurazione attualmente visibile.
Dopo una fase di feroce rivalità con i Grimaldi di Monaco, nel XVI secolo il feudo doriesco dolceacquino conobbe un periodo di buon governo, di pace e di prosperità.
Fu Bartolomeo Doria nel 1526, dopo l'assassinio dello zio Luciano Grimaldi signore di Monaco e la decadenza dai sui feudi, a cedere a Carlo II di Savoia i propri diritti signorili su Dolceacqua diventandone di fatto vassallo del duca savoiardo e tale alleanza tra i Doria e la casata piemontese perdurò fino allo scoppio delle ostilità tra il Ducato di Savoia e la Repubblica di Genova (con i Doria schierati con essa) nel 1625. Occupato dal Ducato sabaudo dal 1643, il territorio ritornò nelle mani dei Doria nel 1652 che, istituito a Dolceacqua un piccolo marchesato, nuovamente fecero atto di vassallaggio nei confronti dei Savoia: Francesco Doria fu nominato primo marchese di Dolceacqua.
Nelle fasi cruciali della guerra di successione austriaca (1740-1748) il territorio dolceacquino vide gli scontri tra gli eserciti schierati in campo: il 27 luglio 1744 il castello subì la parziale distruzione e la conseguente resa alle truppe franco-spagnole. Nel 1792 con la cessione della contea di Nizza dal Ducato di Savoia alla Prima Repubblica francese il piccolo marchesato di Dolceacqua entrò a far parte l'anno successivo del cantone di Perinaldo - distretto di Mentone - nel dipartimento delle Alpi Marittime. Il titolo marchionale dei Doria perse ogni validità nel 1797 con la soppressione dei vari feudi imperiali e marchesati, ora annessi alla filo napoleonica Repubblica Ligure. Con il Primo Impero francese, Dolceacqua divenne nel 1805 capoluogo dell'omonimo cantone dello stesso dipartimento francese.
La caduta di Napoleone Bonaparte (1814) e il successivo congresso di Vienna portò il passaggio del territorio ponentino ligure nel Regno di Sardegna, nella contea e poi divisione di Nizza. Nel 1861 con il Regno d'Italia la municipalità di Dolceacqua fu sottoposta nel III mandamento omonimo del circondario di Sanremo della provincia di Nizza (poi provincia di Porto Maurizio dopo la cessione alla Francia del territorio nizzardo).
Dal 1973 al 30 aprile 2011 è stata la sede amministrativa della Comunità montana Intemelia.
L'11 luglio 2014, in occasione dei 200 anni dalla fondazione, è stata conferita all'Arma dei Carabinieri la Cittadinanza Onoraria con la seguente motivazione : "... con la consapevolezza dell'attività e del servizio che l'Arma ha svolto con abnegazione, profonda umanità e sentito coinvolgimento ... in segno di riconoscenza per il presidio costante sul territorio comunale, ininterrotto dal 1827, per l'alto senso del dovere e della fedeltà dimostrati a favore dello Stato e delle sue Istituzioni, per il contributo e gli interventi di prevenzione, repressione e controllo del territorio per la difesa e sicurezza dei cittadini, per il tributo di sangue versato nell'espletamento del proprio dovere, incarnando sempre i valori dell'Unità Nazionale, attraverso il lungo e tortuoso processo che ha portato all'unificazione del nostro Paese".

### Simboli
Stemma
Gonfalone

Lo stemma e il gonfalone sono stati concessi con il decreto del presidente della Repubblica del 14 marzo 1962.

## Monumenti e luoghi d'interesse

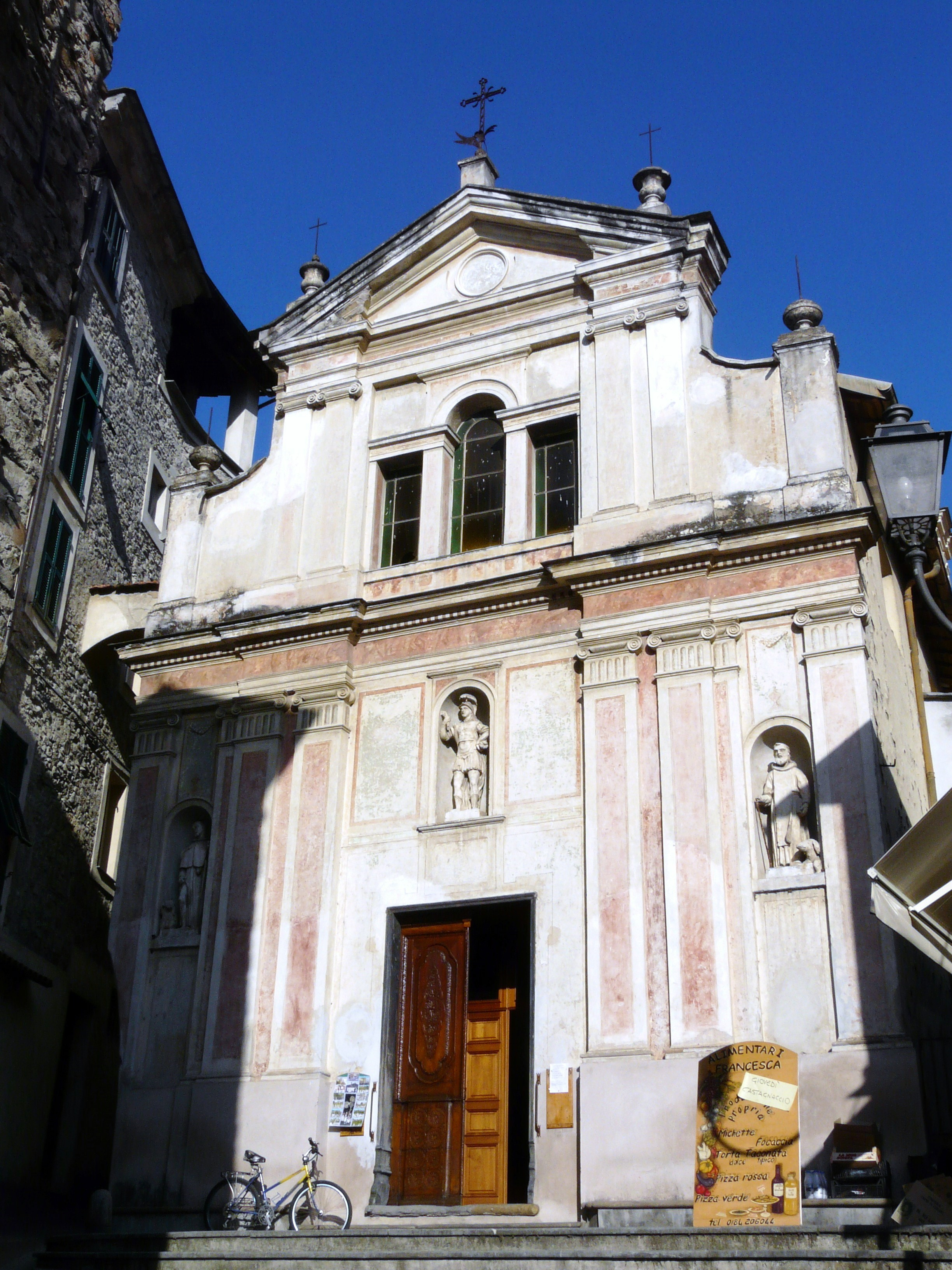
L'oratorio di San Sebastiano nel quartiere del Borgo

### Architetture religiose
- Chiesa parrocchiale di Sant'Antonio Abate a Terra, del XV secolo. All'interno custodisce il polittico di Santa Devota di Ludovico Brea del 1515.
- Chiesa di San Giorgio, nei pressi del locale cimitero, il cui primo impianto come pieve è risalente al X secolo ad opera dei monaci benedettini. Nella cripta della chiesa sono ancora conservate le tombe di Stefano Doria (1580) e di Giulio Doria (1608).
- Oratorio di San Sebastiano nel quartiere del Borgo. L'edificio è in stile barocco ed è risalente al XVII secolo. Al suo interno, ad unica navata, è conservata la statua in legno di fico ritraente San Sebastiano, opera attribuita al genovese Anton Maria Maragliano. L'organo della ditta Agati è datato al 1844.
- Cappella di San Filippo Neri, del 1714, sul lato sinistro del ponte romanico.
- Cappella di San Bernardo, al di fuori del centro abitato, con la presenza di affreschi del XVI secolo attribuiti ad Domenico Emanuele Maccari di Pigna.
- Cappella campestre di San Martino, lungo la strada provinciale 68, risalente al XII secolo.
- Santuario dell'Addolorata del 1890, al di fuori del centro abitato.

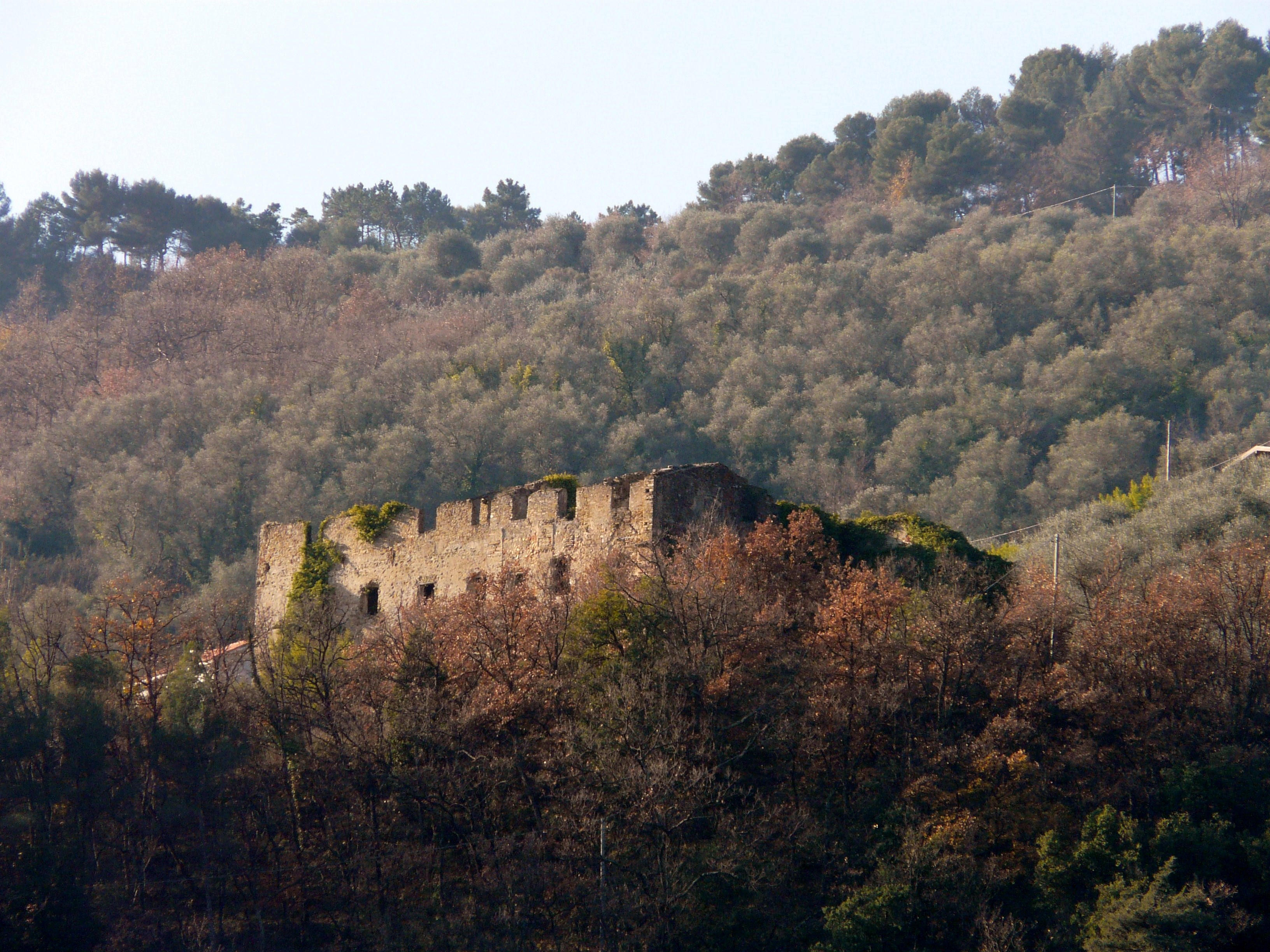
L'antico convento di Santa Maria della Mota

- Rovine dell'antico monastero di Santa Maria della Mota (o de Muta), al di fuori del centro abitato, già priorato dei monaci benedettini e poi, dal 1623, dei padri agostiniani scalzi; il cenobio andò distrutto nel 1744 nel corso della guerra di successione austriaca.

### Architetture civili
- Palazzo Doria o della Camminata nel centro storico, oggi diviso in appartamenti privati, antico palazzo nobiliare risalente al XVI secolo.
- Palazzo Doria Garoscio nel centro storico, sede della pinacoteca e della biblioteca comunale.

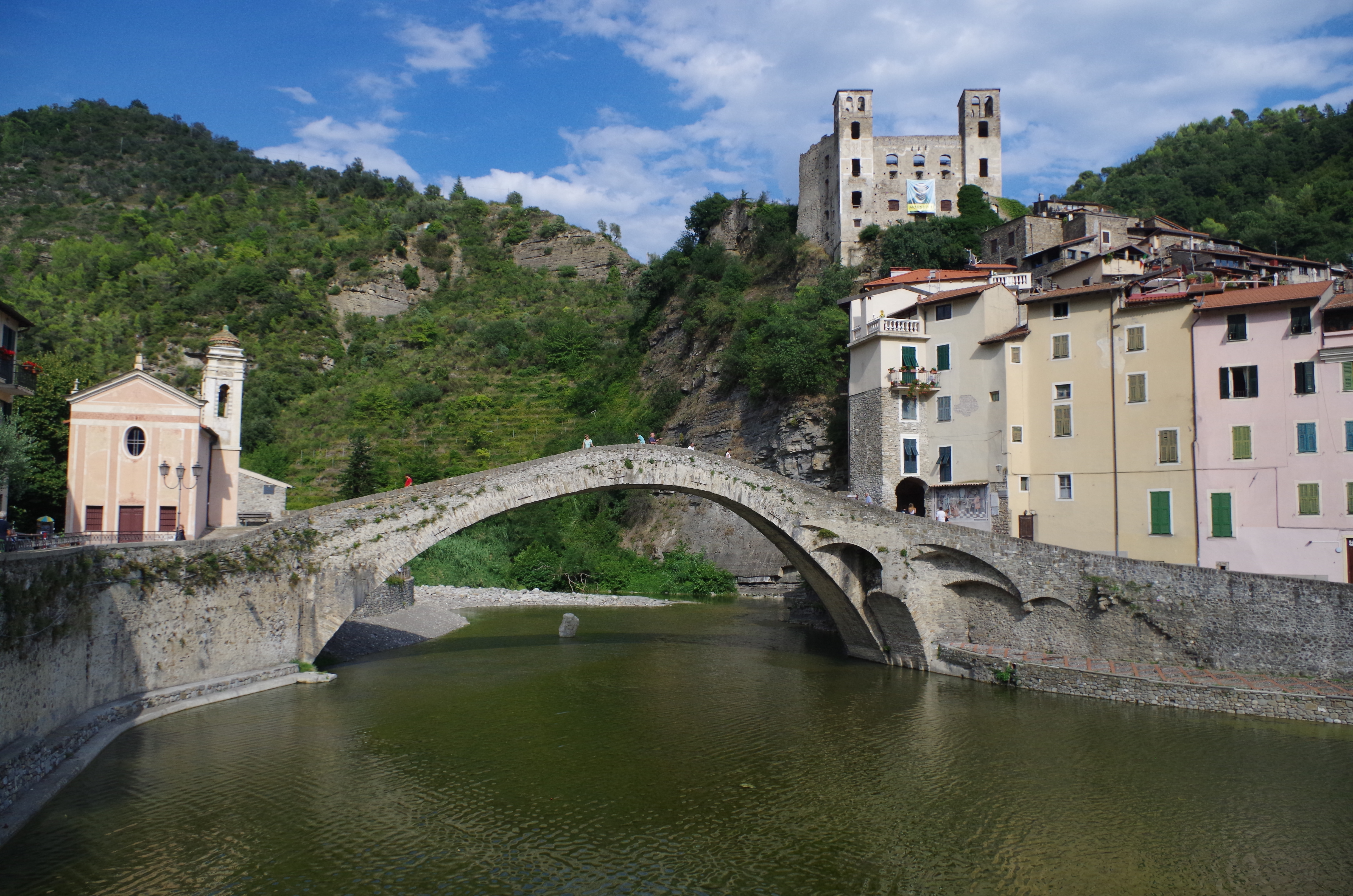
Ponte romanico di Dolceacqua con la cappella di San Filippo Neri

- Ponte romanico. Alla nascita del nuovo quartiere del Borgo nel XV secolo venne costruito con un arco di 33 metri per collegare le due parti di Dolceacqua.Ponte romanico di Dolceacqua con la cappella di San Filippo NeriIl pittore francese Claude Monet, che all'inizio del 1884 stava visitando la Riviera di Ponente, a Dolceacqua e ne fece il soggetto di alcuni dipinti, soffermandosi in particolare sul castello e su questo ponte.

### Architetture militari

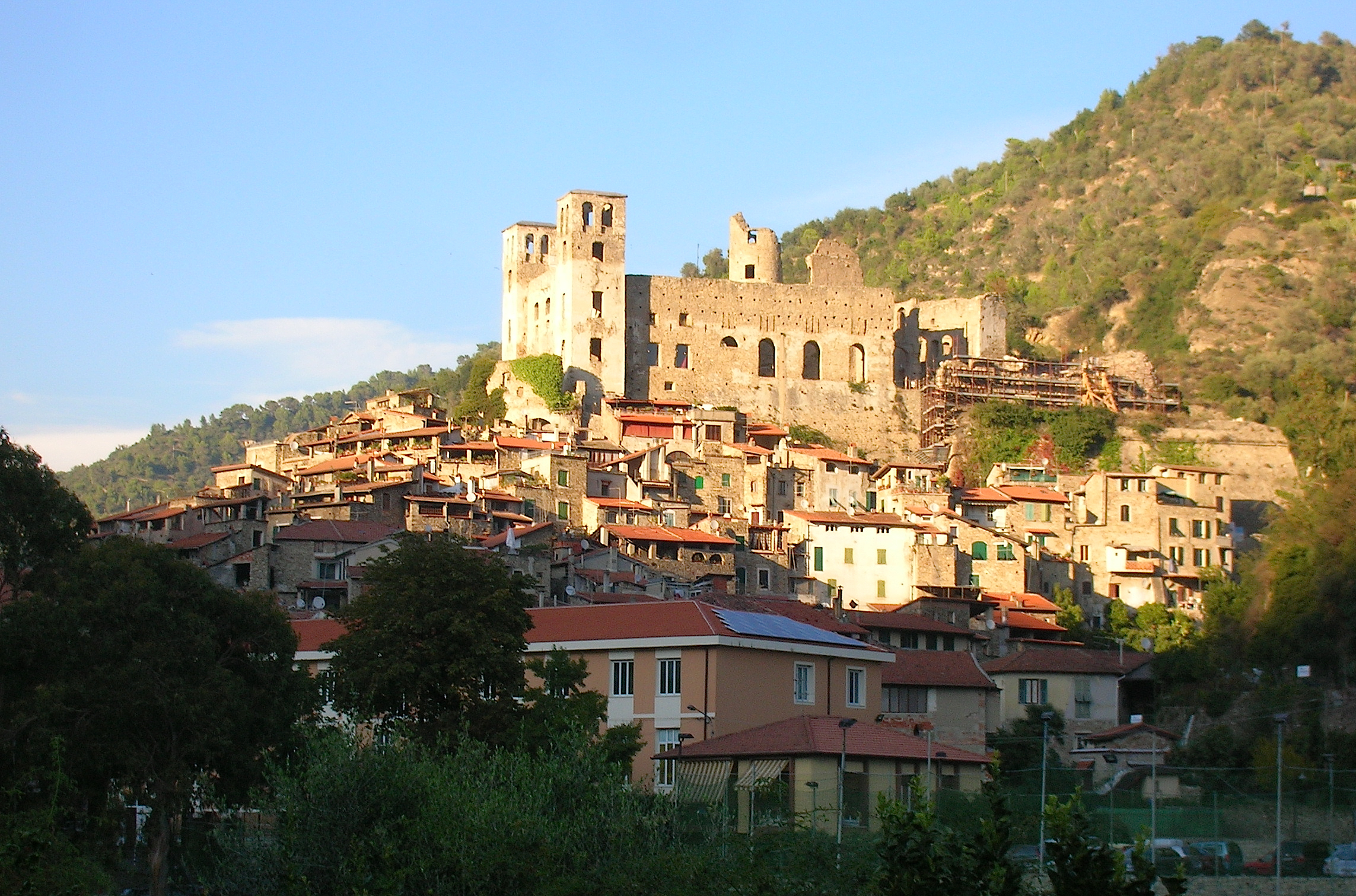
Il castello doriesco e il sottostante borgo

- Castello di Dolceacqua. Costruito nel XIII secolo con torre difensiva venne poi ingrandito nel XIV secolo, chiuso tra possenti mura. Durante il Rinascimento diventò una residenza signorile fortificata, con nuovi locali affrescati e arredati. Il 27 luglio 1744 durante un episodio della guerra di successione austriaca fu parzialmente distrutto dalle truppe francesi e spagnole. Subì ulteriori danneggiamenti nel terremoto del 1887.

### Siti di interesse comunitario
Sul territorio comunale insiste il sito di interesse comunitario (SIC) del monte Abellio, istituito con Decreto Ministeriale 25 marzo 2005, ai sensi della Direttiva 92/43/CEE (Direttiva Habitat).

## Società

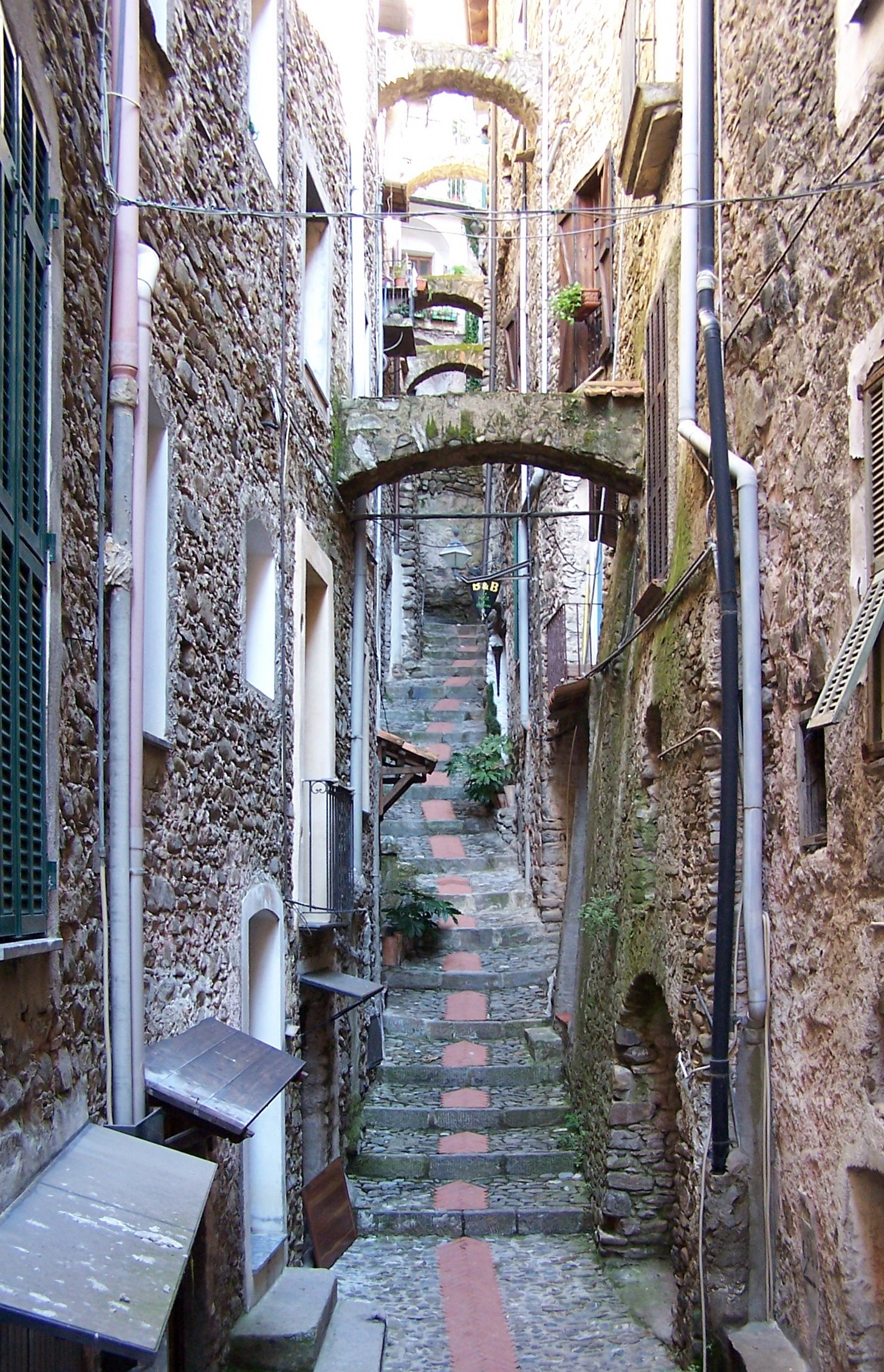
Scorcio del centro storico dolceacquino

### Evoluzione demografica
Abitanti censiti

### Etnie e minoranze straniere
Secondo i dati Istat al 31 dicembre 2019, i cittadini stranieri residenti a Dolceacqua sono 204, così suddivisi per nazionalità, elencando per le presenze più significative:
1. Romania, 59

## Cultura

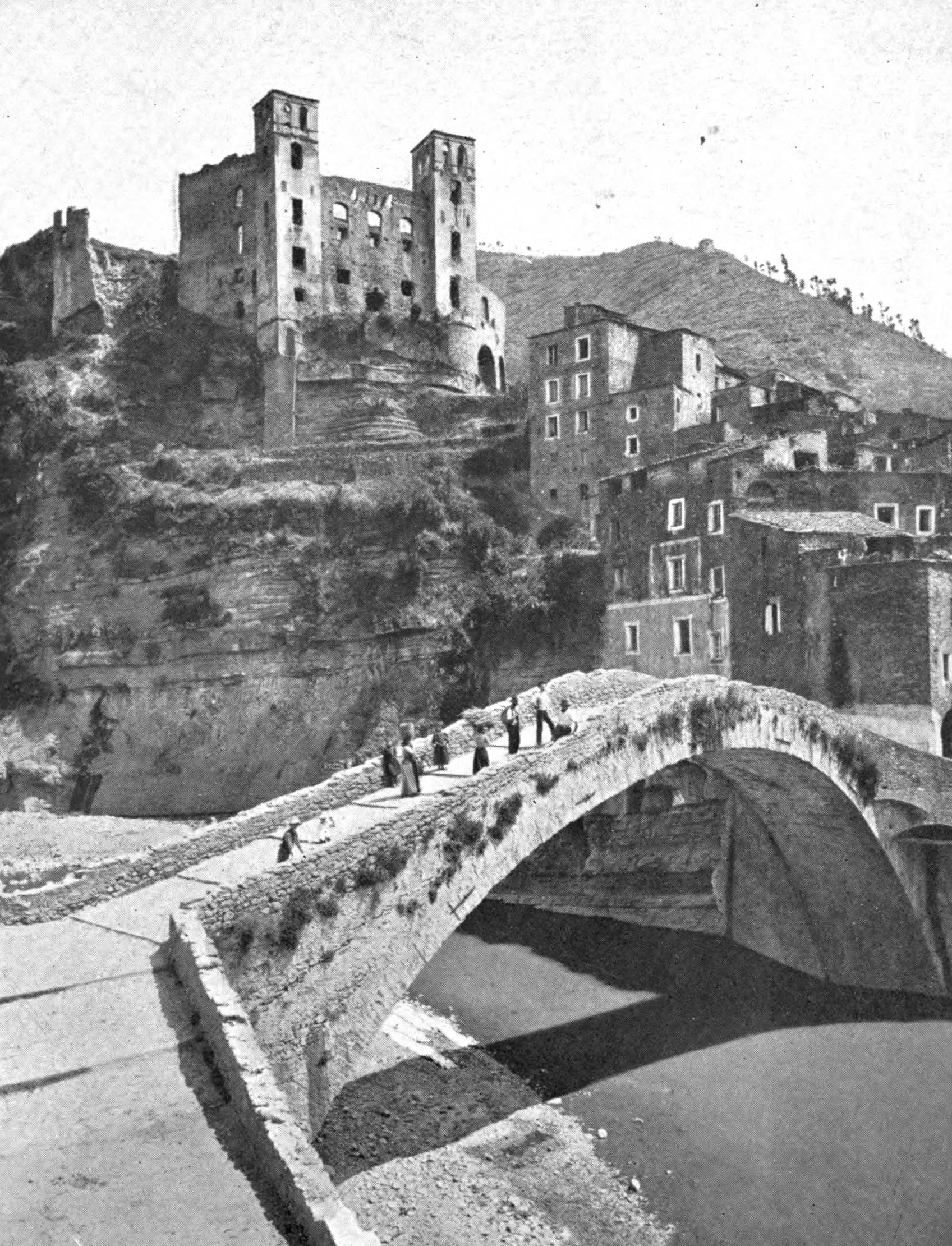
Il ponte, il borgo e il castello a inizio Novecento

### Istruzione

#### Musei
Nel 1970 venne inaugurata la pinacoteca Giovanni Morscio, dedicata al pittore di Dolceacqua che donò all'amministrazione comunale alcune opere sue e di pittori a lui contemporanei, e la cui collezione venne ampliata nel decennio successivo con opere di altri pittori locali, quali Marcello Cammi e Mario Raimondo.

### Media
Qui è stata girata parte degli esterni del film Io sono l'amore di Luca Guadagnino.
L'albo speciale del fumetto Dampyr intitolato Lucrezia e pubblicato nel 2010 in occasione del festival horror Autunnonero è ambientato, in segno di omaggio, interamente a Dolceacqua.

### Musica
- A partire dal 1990 Dolceacqua ha ospitato presso il castello dei Doria la manifestazione "Musica nel castello" nata per commemorare la scomparsa del farmacista Bigi, grande amico del Club Tenco di Sanremo e dei più importanti cantautori italiani. Fu lui il creatore ed animatore dell’Infermeria del Tenco, un piccolo stanzino nel retro del teatro Ariston.
- Il borgo ospita la Banda Musicale "Cittadina di Dolceacqua", fondata nel 1862.

### Cucina
Tra le specialità gastronomiche del territorio di Dolceacqua le michette (dolce), il fugasùn (una pizza al pomodoro o alle erbe) e il cartelétu, quarto anteriore ripieno del capretto.

## Geografia antropica
Il territorio comunale è costituito dal solo capoluogo per una superficie territoriale di 20,28 km².
Confina a nord con il comune di Rocchetta Nervina, a sud con Camporosso e San Biagio della Cima, ad ovest con Breil-sur-Roya (Francia), Airole, Ventimiglia e Camporosso, ad est con Isolabona, Apricale e Perinaldo.

## Economia

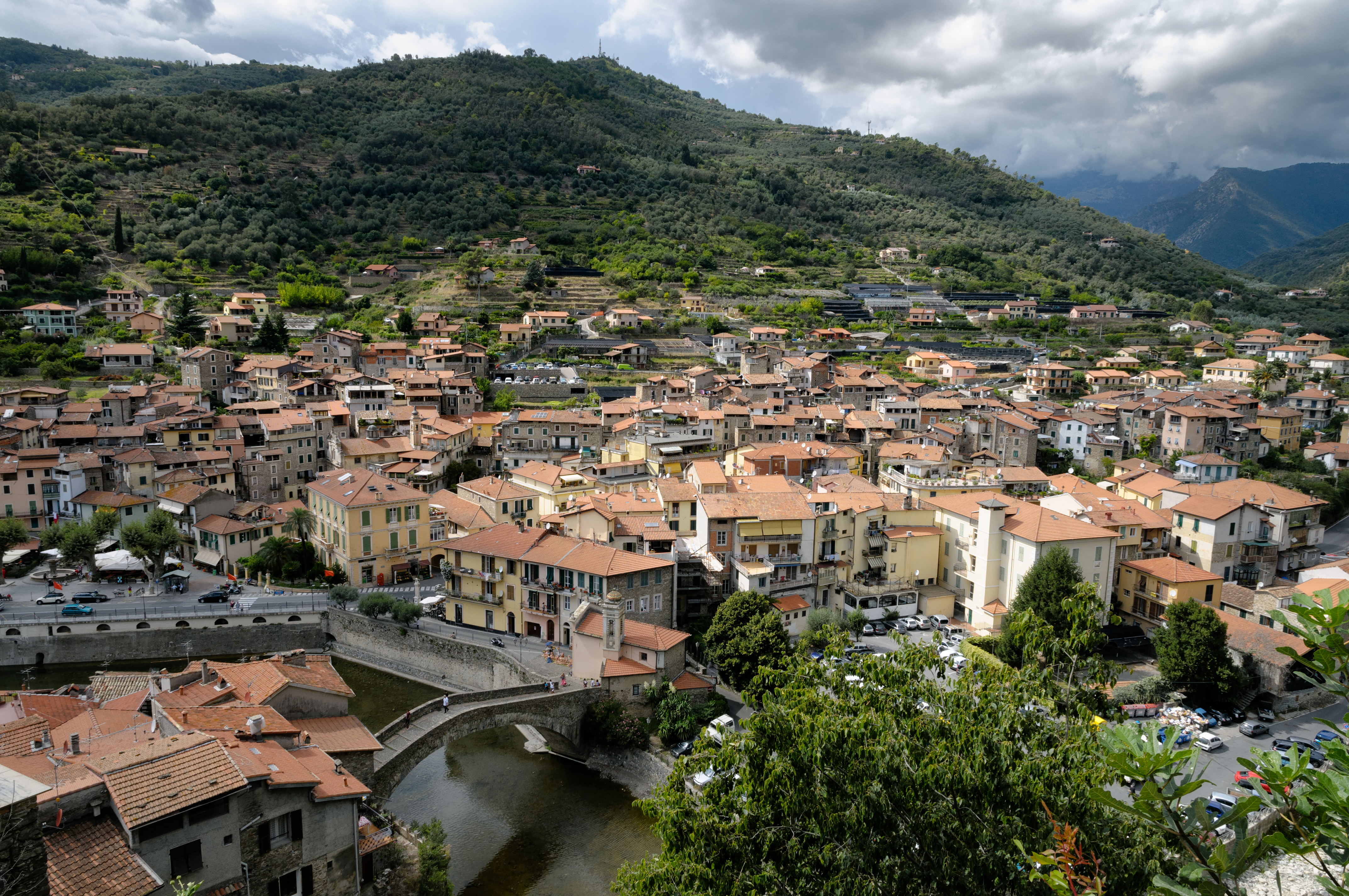
Il quartiere del Borgo

Ottime le coltivazioni della vite, da cui si ricavano vini da tavola come il Rossese di Dolceacqua superiore o il Rossese di Dolceacqua.
Il comune è stato insignito, dal 2007, della Bandiera arancione dal Touring Club Italiano ed è sede nazionale dell'omonima associazione formata dai Comuni: l'Associazione Paesi Bandiera Arancione.

## Infrastrutture e trasporti

### Strade
Il territorio di Dolceacqua è attraversato principalmente dalla strada provinciale 64 che gli permette il collegamento con Camporosso, a sud, e Isolabona verso nord. Altre arterie stradali sono le provinciali 68 e 70 all'interno del territorio comunale.

## Amministrazione

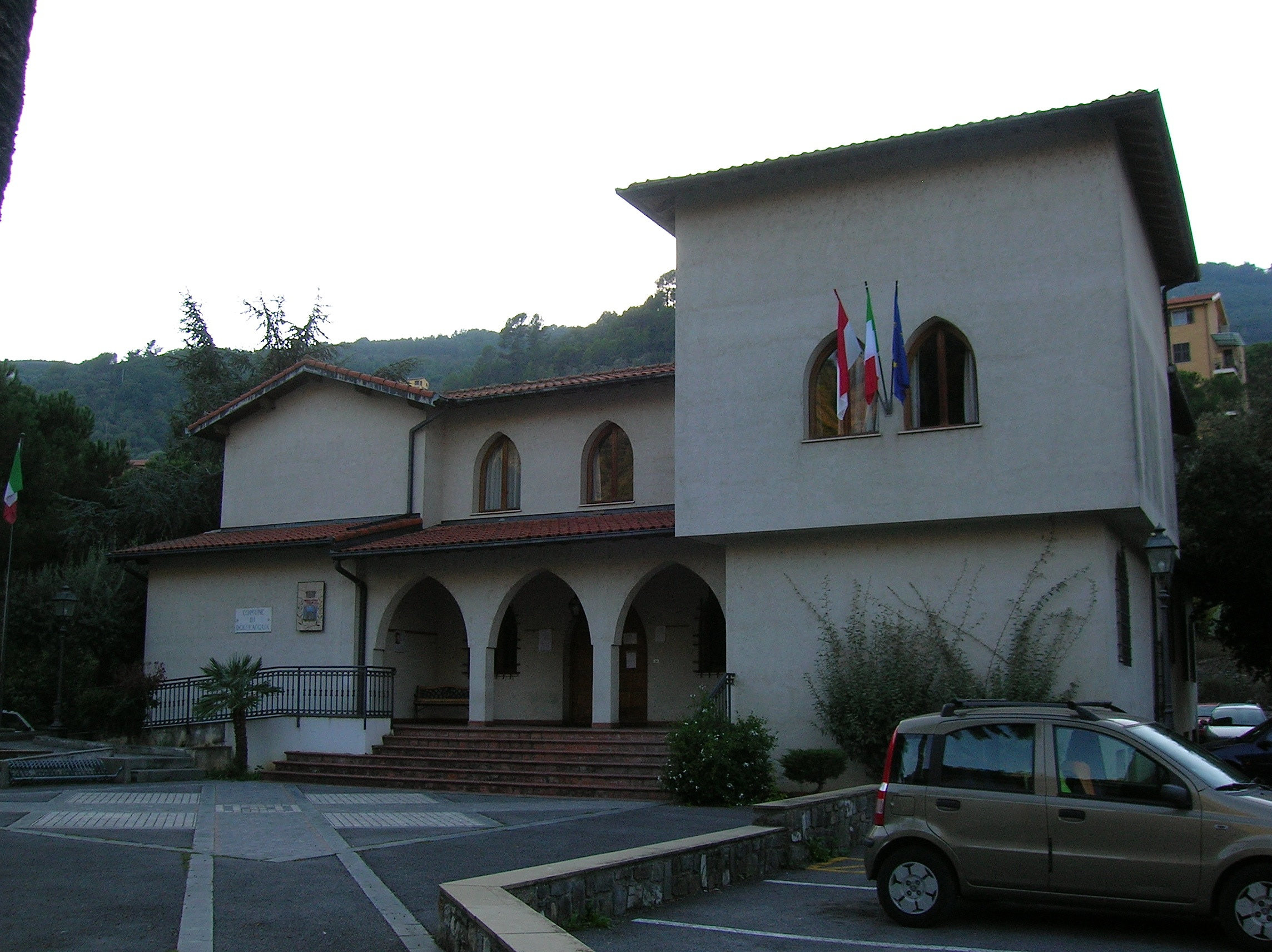
Il municipio

| Periodo         | Periodo         | Primo cittadino   | Partito                               | Carica  | Note   |
| --------------- | --------------- | ----------------- | ------------------------------------- | ------- | ------ |
| 30 maggio 1985  | 20 maggio 1990  | Giancarlo Cassini | PCI                                   | Sindaco |        |
| 26 giugno 1990  | 18 gennaio 1992 | Gino Mauro        | PSI                                   | Sindaco |        |
| 31 gennaio 1993 | 24 aprile 1995  | Gloriana Negri    | Indipendente                          | Sindaco |        |
| 24 aprile 1995  | 14 giugno 1999  | Gloriana Negri    | lista civica                          | Sindaco |        |
| 14 giugno 1999  | 14 giugno 2004  | Mauro Giordano    | lista civica                          | Sindaco |        |
| 14 giugno 2004  | 8 giugno 2009   | Gianni Rebaudo    | lista civica                          | Sindaco |        |
| 8 giugno 2009   | 26 maggio 2014  | Fulvio Gazzola    | Dolceacqua da vivere (lista civica)   | Sindaco |        |
| 26 maggio 2014  | 26 maggio 2019  | Fulvio Gazzola    | Dolceacqua da vivere (lista civica)   | Sindaco | [ 16 ] |
| 27 maggio 2019  | 10 giugno 2024  | Fulvio Gazzola    | Tutti per Dolceacqua (lista civica)   | Sindaco |        |
| 10 giugno 2024  | in carica       | Fulvio Gazzola    | Insieme per Dolceacqua (lista civica) | Sindaco |        |

### Gemellaggi
Dolceacqua è gemellata con:
- Monaco, dal 2023
- Gorbio
- Alpicat
- Nekrasovosky, dal 2019[17]

### Altre informazioni amministrative
Dolceacqua fa parte dell'Unione dei comuni delle Valli Nervia e Roja, di cui ospita la sede.